# Hemorràgia obstètrica
L'hemorràgia obstètrica és un terme que s'usa per al sagnat que ocorre durant l'embaràs, el part o el puerperi. És un sagnat que pot aparèixer pels genitals externs o bé, més perillosament, una hemorràgia intraabdominal. El sagnat pot ser un esdeveniment característic de l'embaràs mateix, però altres circumstàncies es poden causar sagnats més voluminosos. El sagnat obstètric és una causa principal de mortalitat materna.

## Sagnat primerenc de l'embaràs
El sagnat és un símptoma freqüent durant el primer trimestre de gestació. Hi ha diverses possibles causes que poden ocasionar un sagnat en el primer trimestre de gestació:
- Sagnat per implantació: Es tracta d'un sagnat escàs, que pot aparèixer en algunes dones embarassades en les dates en què hauria d'aparèixer la regla. Aquest fet pot generar confusió a la dona, ja que a vegades pot interpretar-ho com si fos una regla molt escassa. Es considera un esdeveniment fisiològic i que no posa en risc l'evolució de la gestació.
- Amenaça d'avortament: En aquest cas, es produeix un sagnat vaginal de quantitat variable, encara que en general inferior a un sagnat menstrual i que pot associar-se a dolor tipus dismenorrea de caràcter lleu. A l'exploració ginecològica, es confirmarà un sagnat procedent de la cavitat uterina i el cèrvix uterí es trobarà tancat. Si es realitza una ecografia, es confirmarà l'evolució adequada de la gestació.[1]
- Avortament en curs: Hi ha un sagnat generalment abundant i dolor tipus dismenorrea habitualment intens, amb expulsió de restes de l'embaràs de forma activa de manera que el coll uterí es troba obert. De forma espontània, evolucionarà cap a un avortament complet o incomplet.[1]
- Avortament incomplet: Es produeix quan hi ha una expulsió parcial de les restes de l'embaràs. Habitualment, es manifesta com un sagnat abundant, superior a una menstruació. El coll de l'úter es visualitzarà obert i en l'ecografia es confirmarà la presència de persistència de restes dins de l'úter. En aquests casos, es pot facilitar l'expulsió completa de les restes abortives amb fàrmacs o mitjançant la realització d'un raspat.[1]
- Avortament complet: Consisteix en l'expulsió completa de l'embaràs. El coll uterí queda tancat i en l'ecografia es visualitza un úter sense contingut. L'avortament espontani és un esdeveniment relativament freqüent, afectant al voltant del 15% dels embarassos. La causa més freqüent d'avortament solen ser les anomalies genètiques de l'embrió, que eviten el seu desenvolupament adequat.[1]
- Embaràs ectòpic o extrauterí: Es tracta d'un tipus de gestació en la qual l'embrió s'implanta en un lloc diferent de la cavitat de l'úter. En la majoria dels casos, aquest tipus d'embaràs es localitza a la trompa de Fal·lopi. Si no rep un seguiment i tractament apropiats, pot posar en risc la vida de la dona per una hemorràgia interna ocasionada pel trencament de la trompa de Fal·lopi. En les fases inicials, sol manifestar-se amb un sagnat escàs i fosc que pot ser persistent. En l'ecografia, es visualitzarà un úter buit, sense estructures suggestives d'embaràs. En moltes ocasions, pot visualitzar-se una imatge compatible amb un embaràs ectòpic propera a la localització d'un dels ovaris. Aquest tipus d'embaràs pot finalitzar en una interrupció espontània o requerir tractament amb medicació (metotrexat) o cirurgia per a la seva resolució en un percentatge variable de casos.[2]
- Embaràs molar: És una causa molt infreqüent de sagnat durant la gestació. Sol manifestar-se com un sagnat en quantitat variable. En l'ecografia es pot confirmar l'ocupació de l'úter per una imatge heterogènia amb vesícules acompanyat d'un embaràs (mola parcial) o sense (mola completa). En qualsevol cas, el principal tractament consisteix en la realització d'un raspat i un seguiment adequat per confirmar la resolució del procés. Ocasionalment, pot requerir tractament farmacològic per aconseguir la curació.[3]
- Altres causes de sagnat: Hi ha altres causes que poden produir un sagnat durant el primer trimestre d'embaràs com aquells deguts a pòlips del coll de l'úter i lesions o traumatismes de vulva, vagina o cèrvix uterí.

## Sagnat tardà de l'embaràs
La consideració principal d'una hemorràgia a la fi de l'embaràs és la presència de placenta prèvia, un trastorn que sol ser resolt amb una cesària. Igualment, un despreniment prematur de placenta (DPP) pot comportar a un sagnat obstètric, sovint no aparent.

## Sagnat durant el part
Addicional a una placenta prèvia o un DPP, els estrips uterins poden ser una causa seriosa que produeix hemorràgia interna o externa. El sagnat d'origen fetal és molt estrany, encara que no sol ser abundant, pot ser important per al nounat.

## Sagnat postpart
| Causa           | Incidència |
| --------------- | ---------- |
| Atonia uterina  | 70%        |
| Trauma          | 20%        |
| Teixit retingut | 10%        |
| Coagulopatia    | 1%         |

L'hemorràgia durant el puerperi es defineix com la pèrdua de més de 500 ml de sang després del part vaginal o més de 1000 ml de sang després d'una cesària. És la causa més important de mort materna perinatal en països desenvolupats i una causa principal de morbiditat a escala mundial
Les principals causes d'hemorràgia postpart són l'atonia uterina, traumatisme físic, placenta retinguda i coagulopaties:
- Atonia uterina: és la incapacitat de l'úter per contreure i pot comportar a sagnat continuo.[6] La retenció de teixit placentari pot causar una atonia uterina.
- Traumatismes: els traumatismes durant el part poden estripar el teixit i vasos sanguinis del canal del part, el que comporta a sagnat important.
- Retenció de teixit: és quan porcions de la placenta (placenta retinguda) o del fetus romanen adherits a l'úter, el que pot causar hemorràgies.
- Coagulopaties: ocorren quan hi ha una fallada en la coagulació el que pot predisposar a sagnats constants.